# Курячівська сільська рада (Білокуракинський район)
Курячівська сільська рада — сільська рада у Білокуракинському районі Луганської області з адміністративним центром у селі Курячівка. Населення становить 1059 осіб. Щільність населення — 10,6 осіб/км².

## Населені пункти
Сільській раді підпорядковані населені пункти:
- с. Курячівка
- с. Попівка
- с. Рудове
- с. Хоменкове Перше

## Загальні відомості
Історична дата утворення: в 1917 році.
Сільська рада межує (з півночі за годинниковою стрілкою) з Солідарненською, Тимошинською, Павлівською сільськими, Білокуракинською селищною, Дем'янівською і Просторівською сільськими радами Білокуракинського району. Територія сільської ради становить 98,41 км², периметр — 56,134 км.
На території сільської ради знаходяться витоки річки Білої, споруджено ставки. Присутні значні лісові насадження.

## Склад
Загальний склад ради: 16 депутатів. Партійний склад: Партія регіонів — 11 (68,8%), Комуністична партія — 3 (18,8%), Сильна Україна — 1 (6,3%), самовисування — 1 (6,3%). Голова сільради — Пономаренко Вікторія Олександрівна, секретар — Пономаренко Валентина Іванівна.
| Курячівська сільська рада         | Курячівська сільська рада       | Курячівська сільська рада             | Курячівська сільська рада                                                                          |
| № зп                              | Прізвище, ім'я, по батькові     | Дата визнання обраним                 | Відомості про обраного депутата                                                                    |
| Комуністична партія України       | Комуністична партія України     | Комуністична партія України           | Комуністична партія України                                                                        |
| --------------------------------- | ------------------------------- | ------------------------------------- | -------------------------------------------------------------------------------------------------- |
| 1                                 | Курочка Ольга Петрівна          | 4 листопада 2010                      | Освіта вища, позапартійна, Курячівський сільський будинок культури, бібліотекар.                   |
| 2                                 | Ставицька Любов Іванівна        | 4 листопада 2010                      | Освіта вища, позапартійна, ЗАТ «Куп'янський молочноконсервний комбінат», приймальник-агент.        |
| 3                                 | Бондаренко Валентина Олексіївна | 4 листопада 2010                      | Освіта вища, позапартійна, Білокуракинський територіальний центр, завідувачка клубу Надвечір'я.    |
| Партія регіонів                   |                                 |                                       | |
| 1                                 | Панченко Анатолій Іванович      | з 4 листопада 2010 до 22 березня 2011 | Освіта вища, член Партії регіонів, СТОВ «Калинівське», директор.                                   |
| 2                                 | Пономаренко Володимир Іванович  | 4 листопада 2010                      | Освіта вища, позапартійний, пенсіонер.                                                             |
| 3                                 | Тодчук Світлана Петрівна        | 4 листопада 2010                      | Освіта вища, член Партії регіонів, пенсіонер.                                                      |
| 4                                 | Коломієць Ірина Олексіївна      | 4 листопада 2010                      | Освіта вища, позапартійна, Курячівська загальноосвітня школа, вчитель історії.                     |
| 5                                 | Пономаренко Іван Дмитрович      | 4 листопада 2010                      | Освіта вища, позапартійний, Курячівська сільська рада, землевпорядник.                             |
| 6                                 | Пономаренко Валентина Іванівна  | 4 листопада 2010                      | Освіта вища, позапартійна, Курячівська сільська рада, секретар.                                    |
| 7                                 | Мартиненко Катерина Олексіївна  | 4 листопада 2010                      | Освіта вища, член Партії регіонів, пенсіонер.                                                      |
| 8                                 | Асюченко Сергій Михайлович      | 4 листопада 2010                      | Освіта вища, позапартійний, тимчасово не працює.                                                   |
| 9                                 | Скіпа Сергій Анатолійович       | 4 листопада 2010                      | Освіта середня, член Партії регіонів, тимчасово не працює.                                         |
| 10                                | Кучерява Ольга Петрівна         | 4 листопада 2010                      | Освіта вища, позапартійна, Курячівська сільська рада, спеціаліст.                                  |
| 11                                | Терещенко Наталія Петрівна      | 4 листопада 2010                      | Освіта вища, позапартійна, Курячівська загальноосвітня школа, директор                             |
| 12                                | Кривуля Анатолій Миколайович    | 4 листопада 2010                      | Освіта вища, позапартійний, Курячівська загальноосвітня школа, вчитель фізичної культури.          |
| Політична партія «Сильна Україна» |                                 |                                       | |
| 1                                 | Буряк Сергій Іванович           | 4 листопада 2010                      | Освіта вища, член Політичної партії «Сильна Україна», Білокуракинське ЛМГ, лісник.                 |
| Самовисування                     |                                 |                                       | |
| 1                                 | Ромашенко Тетяна Іванівна       | 22 травня 2011                        | Освіта середня, позапартійна, Курячівський фельдшерсько-акушерський пункт, молодша медична сестра. |

### Керівний склад ради
| ПІБ                                | Основні відомості                                                 | Дата обрання | Дата звільнення |
| ---------------------------------- | ----------------------------------------------------------------- | ------------ | --------------- |
| Пономаренко Вікторія Олександрівна | Сільський голова, 1969 року народження, освіта, позапартійна      | 26.03.2006   | 31.10.2010      |
| Пономаренко Вікторія Олександрівна | Сільський голова, 1969 року народження, освіта вища, позапартійна | 31.10.2010   |                 |

Примітка: таблиця складена за даними джерела

## Економіка
На землях сільської ради господарюють СТОВ Роздольне, голова Лавренко Володимир Григорович; ВАТ Білокуракинський, голова Свинаренко Олександр Григорович; ФГ «Інтерагро» Куденка Сергія Васильовича; ФГ «Меліса» Бардаченка Петра Миколайовича.